# Kim Eun-jung (Curlerin)
Kim Eun-jung (* 29. November 1990 in Uiseong) ist eine südkoreanische Curlerin. Sie spielt als Skip für das südkoreanische Nationalteam. 

## Karriere
Kim, von ihren Teamkolleginnen auch „Annie“ genannt, begann ihre internationale Karriere bei der Curling-Juniorenpazifikmeisterschaft 2010, wo sie als Skip mit der koreanischen Mannschaft das Finale erreichte, aber gegen die chinesische Mannschaft von Liu Jinli verlor. Auch in den beiden folgenden Jahren zog sie bei dieser Meisterschaft jeweils in das Finale des jetzt Junioren-Pazifik-Asienmeisterschaft genannten Wettbewerbs ein, verlor aber beide Male gegen das japanische Team von Sayaka Yoshimura.
2012 trat sie erstmals bei der Pazifik-Asienmeisterschaft an. Nach einer Niederlage im Halbfinale gegen die japanische Mannschaft von Satsuki Fujisawa besiegte sie Australien im Spiel um Platz 3 und gewann die Bronzemedaille. 2014 errang sie die Silbermedaille; das Finale ging mit 6:7 gegen China (Skip: Liu Sijia) verloren. 2016 gelangt ihr dann der Gewinn der Goldmedaille durch einen Sieg gegen China (Skip: Wang Bingyu). Bei der Meisterschaft 2017 konnte sie diesen Erfolg mit ihrer Mannschaft (Third: Kim Kyeong-ae, Second: Kim Seon-yeong, Lead: Kim Yeong-mi, Ersatz: Kim Cho-hi) durch einen Sieg gegen Japan (Skip: Satsuki Fujisawa) wiederholen. Durch den Sieg bei der Pazifik-Asienmeisterschaft 2016 qualifizierte Kim sich für die Weltmeisterschaft 2017 und wurde dort Sechste.
Kim vertrat mit ihrem Team Südkorea bei den Olympischen Winterspielen 2018 im eigenen Land. Nach acht Siegen und einer Niederlage schloss sie mit ihrer Mannschaft die Round Robin auf Platz 1 ab und traf im Halbfinale auf Japan mit Skip Satsuki Fujisawa. Nach einem 8:7-Sieg zogen sie in das Finale gegen Schweden mit Skip Anna Hasselborg ein. Das Spiel ging mit 3:8 verloren und die Koreanerinnen gewannen die Silbermedaille. Bei der Weltmeisterschaft 2018 kam sie mit ihrem Team in die Playoffs, verlor aber das Qualifikationsspiel gegen die USA (Skip: Jamie Sinclair) und wurde in der Endwertung Fünfte.
Sie spielt seit einigen Jahren auf der World Curling Tour. 2015 konnte sie drei Turniere gewinnen: Uiseong International Curling Tour, AMJ Campbell Shorty Jenkins Classic und Canad Inns Women's Classic.